# Крапля життя (монета)
«Крапля життя» — пам'ятна монета номіналом 5 гривень, випущена Національним банком України, присвячена донорству крові.
Монету введено в обіг 14 червня 2024 року. Вона належить до серії «Інші монети».

## Опис монети та характеристики
| Номінал грн. | Метал      | Маса, г | Діаметр, мм | Якість виготовлення       | Гурт     | Тираж, штук |
| ------------ | ---------- | ------- | ----------- | ------------------------- | -------- | ----------- |
| 5            | нейзильбер | 16,54   | 35,0        | спеціальний анциркулейтед | рифлений | 75 000      |

### Аверс
На аверсі монети в центрі зображено об'ємну краплю крові, яку оточують схематичні фігури людей, з'єднаних рукостисканнями як образ рятування життя. Від кожної фігури до центру кола рухаються стилізовані краплі крові як символ особистого внеску в донорство. Угорі по центру розміщено Державний Герб України, унизу під композицією розміщено напис «УКРАЇНА», а номінал «5» та графічний символ гривні розташовані внизу праворуч. Рік карбування — 20/24 розміщено унизу ліворуч від фігур. Логотип Банкнотно-монетного двору Національного банку України розташовано праворуч між фігурами.

### Реверс

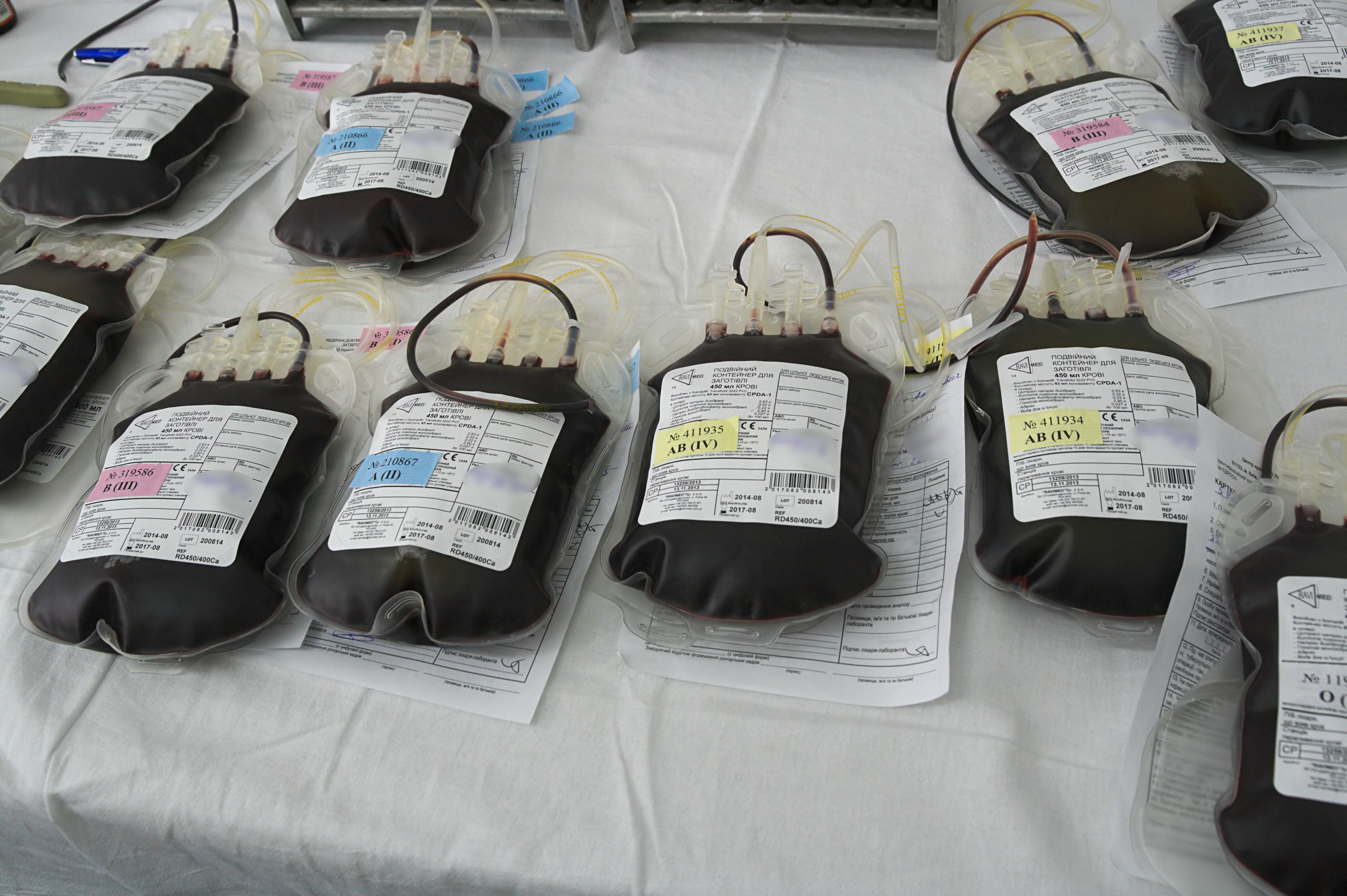
Контейнери з донорською кров'ю

На реверсі монети на дзеркальному тлі праворуч розташований напис «ЖИТТЯ», який стилізовано під систему для переливання крові з голкою, як елемент, який символізує процес забезпечення кров'ю судин, що зображені внизу ліворуч. Стилізована крапля та напис «життя» поєднуються в назву монети — «Крапля життя». Фактура матового тла, на якому розміщені всі ці елементи, символізує велику потребу в донорстві в умовах війни.

## Автори
- Художник — Куц Марина.

## Вартість монети
Під час введення монети в обіг 2024 року, Національний банк України реалізовував монету за ціною 165 грн. Фактична приблизна вартість монети, з роками змінювалася так:
| Рік        | 2025 | 2026 | 2027 |
| ---------- | ---- | ---- | ---- |
| Ціна, грн. | 260  |      |      |